# Pseudolarentia monotecta
Pseudolarentia monotecta là một loài bướm đêm trong họ Geometridae.